# Rosmalen Grass Court Championships 2018
Rosmalen Grass Court Championships 2018 (також відомий під назвою Libéma Open за назвою спонсора) — тенісний турнір, що проходив на відкритих кортах з трав'яним покриттям Autotron park у Росмалені (Нідерланди). Це був 29-й за ліком турнір. Належав до серії 250 в рамках Туру ATP 2018, а також серії International у рамках Туру WTA 2018. Тривав з 11 до 17 червня 2018 року.

## Учасники основної сітки в рамках чоловічого турніру

### Сіяні учасники
| Країна     | Гравець           | Рейтинг1 | Сіяний |
| ---------- | ----------------- | -------- | ------ |
| Франція    | Адріан Маннаріно  | 26       | 1      |
| Франція    | Рішар Гаске       | 32       | 2      |
| Люксембург | Жіль Мюллер       | 34       | 3      |
| Іспанія    | Фернандо Вердаско | 35       | 4      |
| Греція     | Стефанос Ціціпас  | 39       | 5      |
| Нідерланди | Робін Гаасе       | 44       | 6      |
| Японія     | Юіті Суґіта       | 48       | 7      |
| Італія     | Андреас Сеппі     | 50       | 8      |

- 1 Рейтинг подано станом на 28 травня 2018.

### Інші учасники
Нижче наведено учасників, які отримали вайлд-кард на участь в основній сітці:
- Tallon Griekspoor
- Маккензі Макдоналд
- Стефанос Ціціпас

Нижче наведено гравців, які пробились в основну сітку через стадію кваліфікації:
- Алекс Болт
- Макс Перселл
- Франко Шкугор
- Бернард Томіч

Такі тенісисти потрапили в основну сітку як Щасливі лузери:
- Kevin King
- Джон-Патрік Сміт
- Тім Смичек

### Відмовились від участі
До початку турніру
- Олександр Долгополов → його замінив  Kevin King
- Tallon Griekspoor → його замінив  Джон-Патрік Сміт
- Раян Гаррісон → його замінив  Малік Джазірі
- П'єр-Юг Ербер → його замінив  Тім Смичек
- Філіп Країнович → його замінив  Маріус Копіл
- Карен Хачанов → його замінив  Євген Донской
- Лу Єн-Сун → його замінив  Юкі Бгамбрі
- Енді Маррей → його замінив  Вашек Поспішил
- Тенніс Сандгрен → його замінив  Жеремі Шарді

## Учасники основної сітки в парному розряді

### Сіяні пари
| Країна          | Гравець        | Країна        | Гравець       | Рейтинг1 | Сіяний |
| --------------- | -------------- | ------------- | ------------- | -------- | ------ |
| Польща          | Лукаш Кубот    | Бразилія      | Марсело Мело  | 7        | 1      |
| ПАР             | Равен Класен   | Нова Зеландія | Майкл Венус   | 46       | 2      |
| Велика Британія | Домінік Інглот | Хорватія      | Франко Шкугор | 82       | 3      |
| Індія           | Дівідж Шаран   | Нова Зеландія | Артем Сітак   | 89       | 4      |

- 1 Рейтинг подано станом на 28 травня 2018

### Інші учасники
Нижче наведено пари, які отримали вайлдкард на участь в основній сітці:
- Алекс Болт /  Ллейтон Г'юїтт

Наведені нижче пари отримали місце як заміна:
- Маріус Копіл /  Стефанос Ціціпас

### Відмовились від участі
До початку турніру
- Tallon Griekspoor

## Учасниці основної сітки в рамках жіночого турніру

### Сіяні учасниці
| Країна     | Гравчиня           | Рейтинг1 | Сіяна |
| ---------- | ------------------ | -------- | ----- |
| США        | Коко Вандевей      | 15       | 1     |
| Бельгія    | Елісе Мертенс      | 16       | 2     |
| Нідерланди | Кікі Бертенс       | 22       | 3     |
| Естонія    | Анетт Контавейт    | 24       | 4     |
| КНР        | Ч Шуай             | 27       | 5     |
| Бельгія    | Алісон ван Ейтванк | 46       | 6     |
| Сербія     | Александра Крунич  | 47       | 7     |
| Білорусь   | Арина Соболенко    | 48       | 8     |

- 1 Рейтинг подано станом на 28 травня 2018.

### Інші учасниці
Нижче наведено учасниць, які отримали вайлд-кард на участь в основній сітці:
- Рішель Гогеркамп
- Анна Калинська
- Бібіана Схофс

Нижче наведено гравчинь, які пробились в основну сітку через стадію кваліфікації:
- Анна Блінкова
- Валентіні Грамматікопулу
- Вероніка Кудерметова
- Антонія Лоттнер
- Марина Мельникова
- Фанні Штоллар

Як щасливий лузер в основну сітку потрапили такі гравчині:
- Тереза Мартінцова

### Відмовились від участі
До початку турніру
- Магда Лінетт → її замінила  Тереза Мартінцова
- Сабіне Лісіцкі → її замінила  Вікторія Кужмова
- Леся Цуренко → її замінила  Катерина Александрова

## Учасниці основної сітки в парному розряді

### Сіяні пари
| Країна     | Гравчиня       | Країна          | Гравчиня         | Рейтинг1 | Сіяна |
| ---------- | -------------- | --------------- | ---------------- | -------- | ----- |
| Бельгія    | Елісе Мертенс  | Нідерланди      | Демі Схюрс       | 51       | 1     |
| Нідерланди | Кікі Бертенс   | Бельгія         | Кірстен Фліпкенс | 56       | 2     |
| Нідерланди | Леслі Керкгове | Білорусь        | Лідія Морозова   | 114      | 3     |
| Швейцарія  | Ксенія Нолл    | Велика Британія | Анна Сміт        | 115      | 4     |

- 1 Рейтинг подано станом на 28 травня 2018.

### Інші учасниці
Нижче наведено пари, які отримали вайлдкард на участь в основній сітці:
- Рішель Гогеркамп /  Бібіана Схофс
- Аранча Рус  /  Ева Ваканно

### Знялись
- Кірстен Фліпкенс

## Переможниці та фіналістки

### Одиночний розряд, чоловіки
- Рішар Гаске —  Жеремі Шарді, 6–3, 7–6(7–5)

### Одиночний розряд, жінки
- Александра Крунич —  Кірстен Фліпкенс, 6–7(0–7), 7–5, 6–1

### Парний розряд, чоловіки
- Домінік Інглот /  Франко Шкугор —  Равен Класен /  Майкл Венус, 7–6(7–3), 7–5

### Парний розряд, жінки
- Елісе Мертенс /  Демі Схюрс —  Кікі Бертенс /  Кірстен Фліпкенс, 3–3, знялася.